# Polygala rhinanthoides
Polygala rhinanthoides är en jungfrulinsväxtart som beskrevs av Soland. och George Bentham. Polygala rhinanthoides ingår i släktet jungfrulinssläktet, och familjen jungfrulinsväxter. Inga underarter finns listade i Catalogue of Life.